# Himesháza
Himesháza (németül: Nimmesch vagy Nimmersch) község Baranya vármegyében, a Mohácsi járásban.

## Fekvése
Baranya vármegye délkeleti részén fekszik, Pécsváradtól mintegy 16 kilométerre délkeletre.
A szomszédos települések: észak felől Szűr, kelet felől Görcsönydoboka, délkelet felől Székelyszabar, dél felől Kisnyárád, délnyugat felől Erdősmárok, nyugat felől pedig Geresdlak. Szűrtől alig 2,5 kilométer, Székelyszabartól 5 kilométer, Erdősmároktól bő 7 kilométer, Geresdlaktól pedig kb. 4 kilométer választja el, Görcsönydobokával nincs közvetlen közúti összeköttetése.

### Megközelítése
Legfontosabb közúti megközelítési útvonala a Mohácstól Pécsváradig húzódó 5607-es út, ezen érhető el mindkét végponti város irányából. Szűrrel, s azon keresztül Szebény községgel és Véménd térségével az 5614-es út köti össze, Erdősmárokra pedig a település déli határában ágazik ki az 5607-es útból az 56 126-os számú mellékút. Közigazgatási területét érinti az M6-os autópálya is, de annak nincs csomópontja a határai között; a legközelebbi le- és felhajtási lehetőség a sztrádára légvonalban is jó 7 kilométerre, közúton pedig mintegy 14 kilométer távolságra található, Véménd és Palotabozsok közt.

## Története
Himesháza nevét templomáról kapta, ami valószínűleg festett, azaz hímes volt. A falu már I. István korában létezett, s egyike volt azoknak a magyar falvaknak, amelyek plébániát alkottak, és templomot építettek. Himesháza a török időkben elnéptelenedett, majd 1721-től kezdődött a pécsi püspök birtokát képező falu újratelepítése. Az új lakosok Németországból, a fuldai apátság falvaiból kerültek ide, s a falut a mai helyén építették fel. Az általuk épített templom tűzvész áldozata lett, a mai templomot  1753-54 körül építették.
1796-ban feljegyzések szerint német nemzetiségű, római katolikus vallású, gazdag, népes hely volt. Az ipartelepítésre a múltban sem volt lehetőség, a községben a földművelés volt a fő tevékenységi forma.
A két világháború között a község már viszonylag szegény volt, sokan jártak napszámba, sokan cselédek, háztartási alkalmazottak voltak. A második világháború után majd 200 család települt le Bukovinából, a megye más területéről, Jugoszláviából, és Csehszlovákiából. A különböző helyről jött családok ma békességben élnek egymás mellett.
2001-ben lakosságának 42,6%-a németnek vallotta magát, a többiek magyarok.

## Idegen elnevezései
Németül a település neve a település honlapján és a faluhatáron kihelyezett zöld táblákon is Nimmesch, de másutt előfordul a Nimmersch alak is. Horvátul hivatalos neve Imeš, de régen a mohácsi horvátok az Imešaz, az erdősmároki horvátok a Nemišaz, az olasziak pedig a Nimeš alakot is használták.

## Közélete

### Polgármesterei
- 1990–1992: Hübner György (független)[5]
- 1992–1994: Hübner György (nem ismert)[6]
- 1994–1998: Hübner György (független)[7]
- 1998–2002: Rozmer András (független)[8]
- 2002–2006: Rozmer András (független)[9]
- 2006–2008: Michelisz András (független)[10]
- 2008–2010: Rozmer András (független)[11]
- 2010–2014: Ifj. Pataki Péter (független)[12]
- 2014–2019: Pataki Péter (független)[13]
- 2019–2024: Pataki Péter (független)[14]
- 2024– : Pataki Péter (független)[1]

1992. június 7-én időközi polgármester-választást tartottak a településen, mert Hübner György belső viszályokra hivatkozva lemondott a tisztségéről – utólag viszont visszavonta nyilatkozatát. A júniusi választáson – szoros küzdelemben – ismét Hübnert kérték fel a település első emberének. 2008. június 29-én ismét időközi polgármester-választást tartottak Rozmer András lemondása miatt.

## Népesség
A település népességének változása:
| Lakosok száma | 1046 | 1056 | 1036 | 1017 | 1040 | 952  | 929  | 917  |
|               | 2013 | 2014 | 2015 | 2019 | 2021 | 2022 | 2023 | 2024 |

A 2011-es népszámlálás során a lakosok 88,7%-a magyarnak, 0,2% cigánynak, 0,5% horvátnak, 50,5% németnek mondta magát (10,7% nem nyilatkozott; a kettős identitások miatt a végösszeg nagyobb lehet 100%-nál). A vallási megoszlás a következő volt: római katolikus 78,9%, református 1,5%, evangélikus 0,1%, görögkatolikus 0,1%, felekezeten kívüli 2,7% (16,4% nem nyilatkozott).
2022-ben a lakosság 90,8%-a vallotta magát magyarnak, 36,6% németnek, 0,4% cigánynak, 0,4% lengyelnek, 0,3% horvátnak, 0,1% örménynek, 1,7% egyéb, nem hazai nemzetiségűnek (7,6% nem nyilatkozott; a kettős identitások miatt a végösszeg nagyobb lehet 100%-nál). Vallásuk szerint 62,9% volt római katolikus, 1,1% református, 0,4% evangélikus, 0,3% görög katolikus, 0,6% egyéb keresztény, 1,7% egyéb katolikus, 5% felekezeten kívüli (27,7% nem válaszolt).

## A falu szülöttei

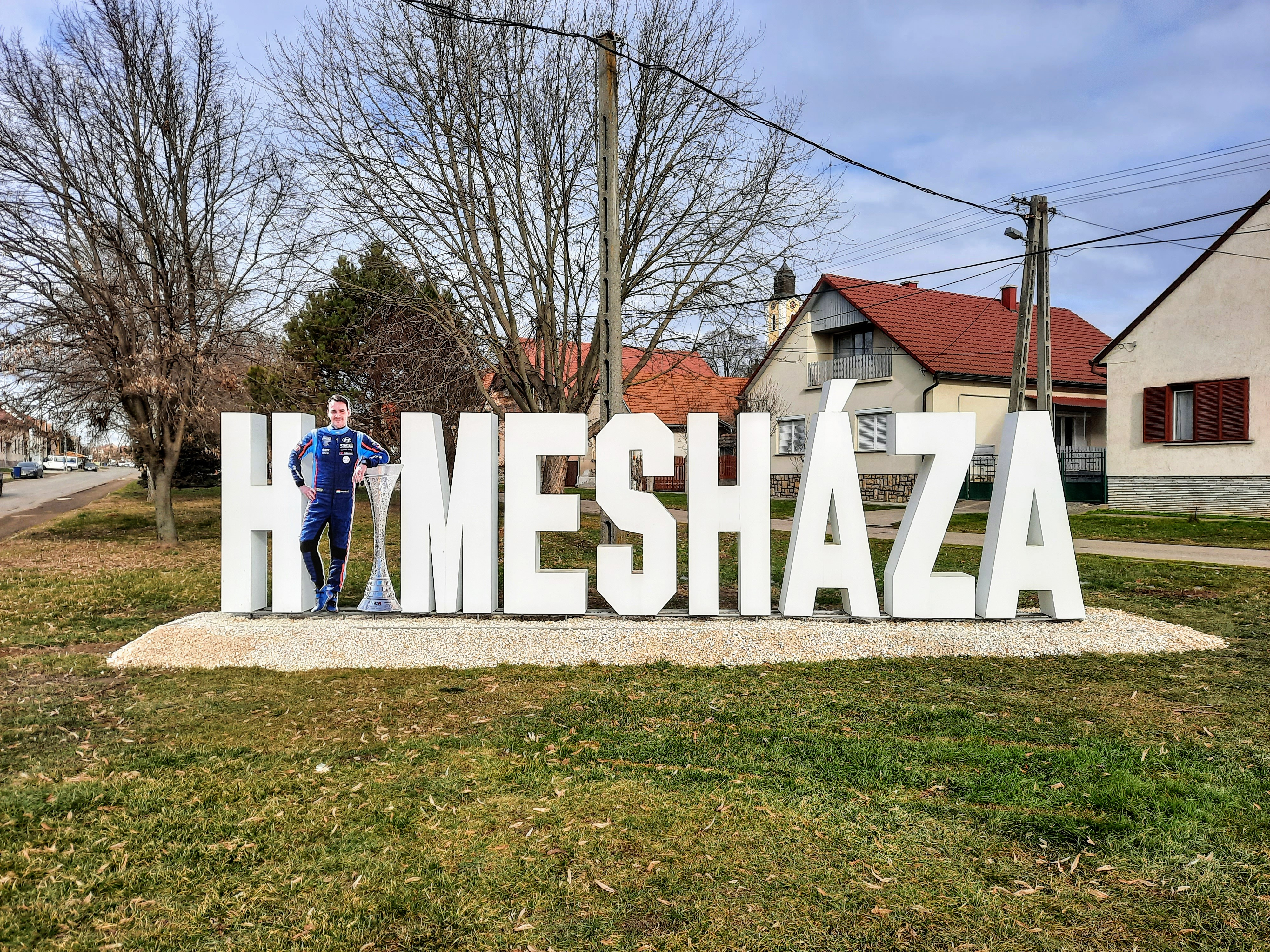
Himesháza szelfipont Michelisz Norberttel

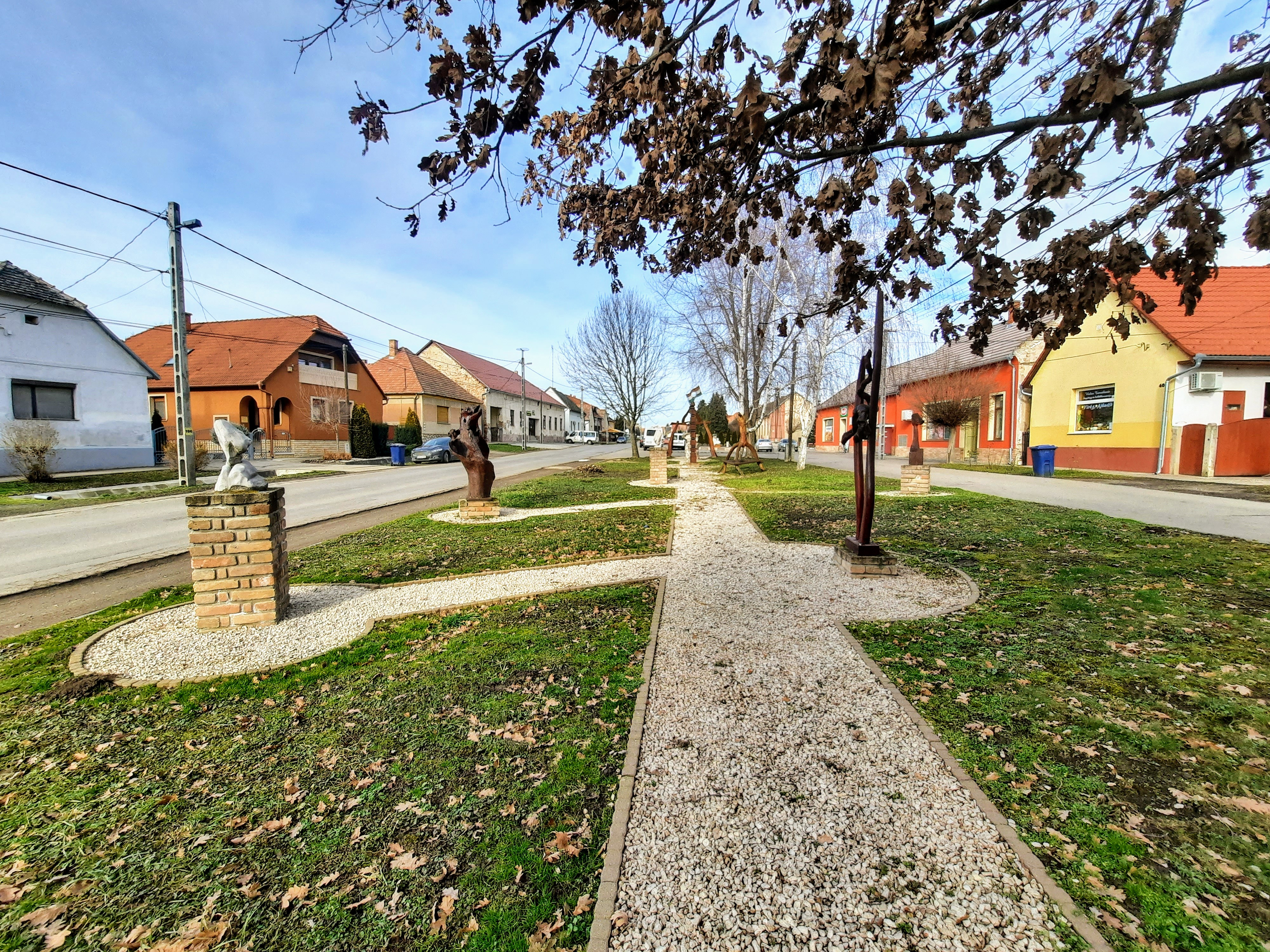
Szoborpark

- Csuha Lajos - zenész
- Michelisz Norbert - autóversenyző
- Kéméndi Tamás - harmonikaművész
- Kramm András - harmonikaművész